# Adolf Strauß
Adolf Strauß (6 de septiembre de 1879-20 de marzo de 1973) fue un general en la Wehrmacht de la Alemania Nazi durante la II Guerra Mundial. Como todos los ejércitos alemanes en el frente oriental, el 9.º Ejército de Strauß implementó la Orden de los Comisarios.

## Biografía
Fue hijo del alguacil y terrateniente prusiano Karl Strauß y de su esposa Amalie Gutknecht. Se casó con Hanna von Schröder en 1921, con quien tuvo dos hijas, Ingeborg (1921) y Helga (1924).

## Trayectoria
Strauß ingresó como alférez en el Regimiento de Infantería n.º 137 del Ejército prusiano en Hagenau el 15 de marzo de 1898. Fue ascendido a teniente el 17 de octubre de 1901 en el Regimiento de Infantería nº 162 de Lübeck. El 16 de junio de 1910 fue ascendido a primer teniente y destinado a la Academia de Guerra, donde recibió formación de estado mayor.
Poco después del estallido de la Primera Guerra Mundial, fue ascendido a capitán el 8 de octubre de 1914. Al final de la guerra, condecorado con ambas clases de la Cruz de Hierro, así como con la Cruz de Caballero de la Orden de la Casa Real de Hohenzollern con espadas, fue comandante de batallón en el 2º Regimiento de Infantería del Alto Rin n.º 99. Tras su traslado al Reichswehr, fue ascendido a mayor el 1 de enero de 1924 y nombrado profesor de la Escuela de Infantería de Dresde. En mayo de 1929 fue ascendido a teniente coronel y trasladado al Estado Mayor del 6º Regimiento de Infantería de Lübeck. En octubre de 1932 asumió el mando del 4º Regimiento de Infantería (prusiano) en Kolberg como coronel. Strauß se trasladó al Ministerio del Reichswehr en Berlín como Inspector de Infantería en septiembre de 1934. Posteriormente, fue ascendido a General de División en diciembre del mismo año. Tomó el mando de la recién creada 22ª División de Infantería en Bremen a partir de octubre de 1935. Tras su ascenso a teniente general en abril de 1937, fue nombrado comandante general del II Cuerpo de Ejército y comandante en Wehrkreis II (Stettin) en octubre de 1938, cediendo su mando a Hans von Sponeck.
Strauß participó con esta unidad en la invasión de Polonia al comienzo de la Segunda Guerra Mundial. El II Cuerpo de Ejército rompió las posiciones a ambos lados de la Corona polaca en Brahe el 2 de septiembre de 1939, cruzó el Vístula en Kulm el 3 de septiembre y estableció un enlace entre Pomerania y Prusia Oriental. Strauß fue uno de los comandantes alemanes en la batalla por Modlin, junto con Hermann Hoth y Werner Kempf. A finales de octubre de 1939, Strauß recibió la Cruz de Caballero de la Cruz de Hierro y fue trasladado al Frente Occidental con su gran unidad. Allí, el 30 de mayo de 1940, fue nombrado comandante en jefe del 9º Ejército. Posteriormente, avanzó hacia el este con el Grupo de Ejércitos Centro en el curso de la Operación Barbarroja en 1941. Por motivos de salud se dejó relevar del mando el 16 de enero de 1942, por Walter Model tras el avance inicial de las fuerzas soviéticas durante la primera etapa de las batallas de Rzhev. Tras su recuperación, fue transferido a la Reserva del Führer y finalmente encontró empleo en agosto de 1944 como jefe de la ampliación de la fortaleza de la posición Oder-Warthe, antes de convertirse en comandante del Área de Fortaleza Este en enero de 1945. De mayo de 1945 a mayo de 1948, Strauß fue prisionero de guerra británico.
Murió el 20 de marzo de 1973 en Lübeck.

## Condecoraciones
- Cruz de Hierro (1914) 1ª y 2ª clase.

- Cruz de Caballero de la Cruz de Hierro el 27 de octubre de 1939 como General de Infantería y comandante general del II Cuerpo de Ejército.[5]